# الطب الشرعي النووي

عملية الأنشطار النووي لليورانيوم

الطب الشرعي النووي هو التحقيق في المواد النووية للعثور على أدلة للمصدر أو تجارة المواد النووية بالسوق السوداء.

## استرداد المواد
يمكن استرداد المواد من مصادر مختلفة بما في ذلك الغبار من المنطقة المجاورة للمنشأة النووية أو من الحطام المشع بعد الانفجار النووي.

## قياس الزمن
تحديد عمر المواد النووية أمر بالغ الأهمية لتحقيقات الطب الشرعي النووي ويمكن استخدام تقنيات المواد لتحديد مصدر المادة وكذلك الإجراءات المنفذة على المادة ويمكن أن يساعد ذلك في تحديد المعلومات حول المشارك المحتمل في «عمر» المادة موضع الاهتمام.

## النتائج
تستخدم نتائج اختبارات الطب الشرعي النووي من قبل منظمات مختلفة لاتخاذ القرارات ويتم عادة دمج المعلومات مع مصادر أخرى للمعلومات مثل تطبيق القانون والمعلومات الاستخبارية والإسناد النووي.

## الفصل الكيميائي
تستخدم تقنيات الفصل الكيميائي في الطب الشرعي النووي كوسيلة للحد من التداخلات ولتيسير قياس النويدات المشعة منخفضة المستوى.